# Huissegem
Huissegem is een wijk van de Belgische gemeente Denderleeuw. De wijk ligt in het zuiden van het centrum van Denderleeuw langs de Dender.

## Geschiedenis
Het gehucht Huissegem ontwikkelde zich, net als het centrum van Denderleeuw, op de vallei van de linkeroever van de Dender. Op de Ferrariskaart uit de jaren 1770 staat de plaats aangeduid als Huyssegem. Het is via verlinting al verbonden met het centrum van Denderleeuw en er is een sluis op de Dender. De weg van Denderleeuw naar Liedekerke in het oosten stak er de Dender over. Aan de overkant van de Dender stond langs die weg het kasteel van Liedekerke. Een andere weg liep in westelijke richting naar het dorp Iddergem.
In 1855 werd ten westen van Huissegem de spoorlijn Denderleeuw-Geraardsbergen-Aat aangelegd. Hier kwam ter hoogte van Huissegem het station Iddergem. De wijk groeide verder uit in de loop van de 20ste eeuw en vergroeide zo verder met het centrum van Denderleeuw. In westelijke richting breidde Huissegem zich uit voorbij de spoorweg langs de weg naar de steenweg Aalst-Ninove (N405) en verder richting Iddergem, waardoor ook Iddergem met Denderleeuw verbonden raakte.
Huissegem kreeg een eigen parochie en een kerk werd opgetrokken langs de Landuitstraat tussen Huissegem en Iddergem.

## Bezienswaardigheden
- de Onze-Lieve-Vrouw ter Noodkerk

## Verkeer en vervoer
Langs Huissegem loopt Spoorlijn 90 van Denderleeuw naar Geraardsbergen met in de wijk het station Iddergem.
Ten westen loopt de N405, de oude steenweg tussen Aalst en Ninove. De Huissegemstraat steekt de Dender over richting Liedekerke.

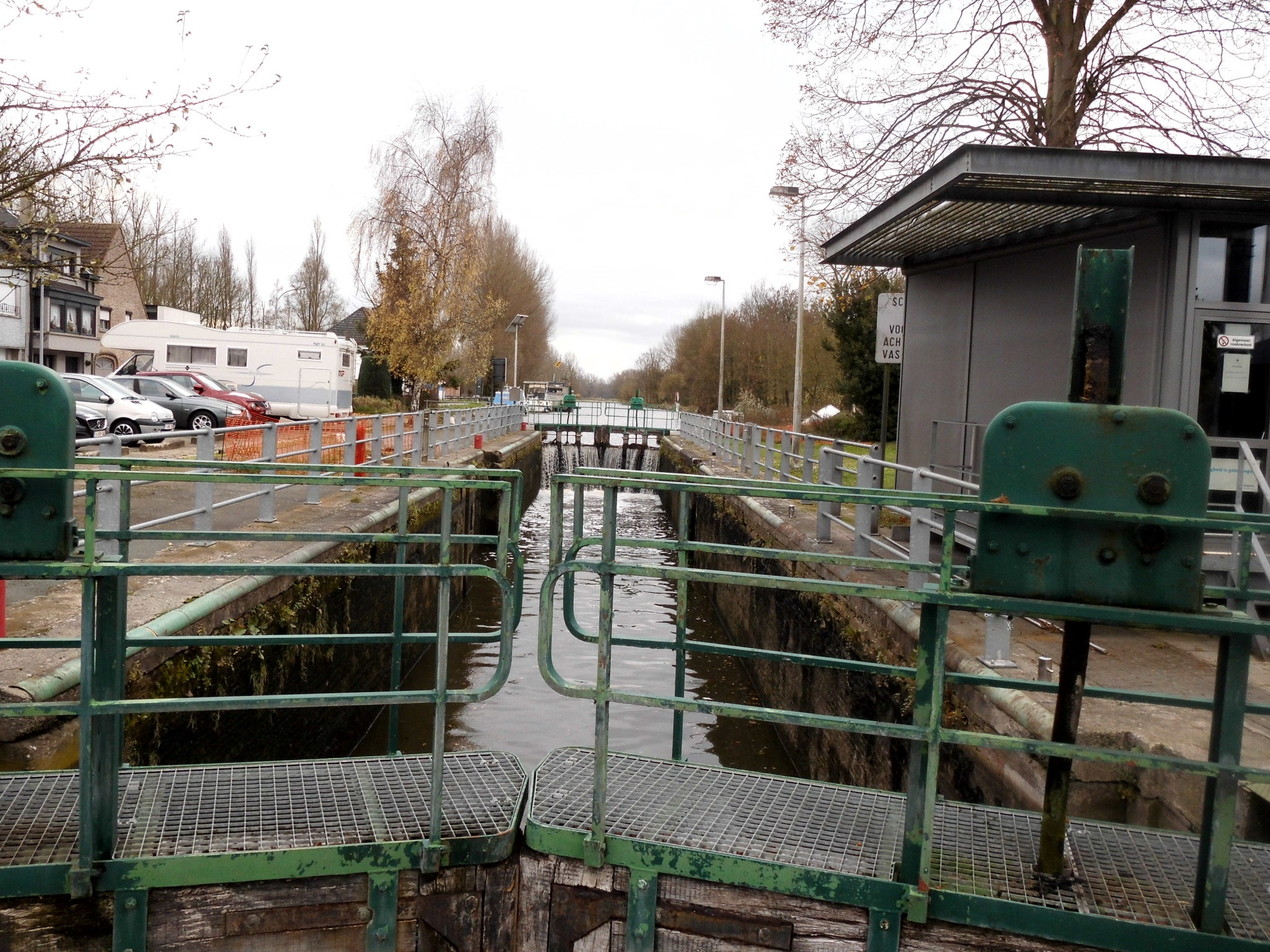
De sluis op de Dender

Deelgemeenten: Denderleeuw · Iddergem · Welle 

Wijken en gehuchten: Hemelrijk · Huissegem · Leeuwbrug

Belgische gemeenten · Arrondissement Aalst · Oost-Vlaanderen · Vlaanderen